# Christoph Wolff
Christoph Wolff (* 24. května 1940, Solingen) je původem německý muzikolog, známý především díky pracím o hudbě, životě a době Johanna Sebastiana Bacha. Od roku 1976 působí na Harvardově univerzitě. Je také ředitelem Bachova archívu v Lipsku.
Narodil se v Solingenu jako syn teologa Hanse Waltera Wolffa. Studoval hru na varhany a historické nástroje, muzikologii a historii umění na univerzitách v Berlíně, Erlangenu a na Hudební akademii ve Freiburgu. V roce 1963 získal diplom a v roce 1966 titul PhD. Wolff učil historii hudby na univerzitách v Erlangenu, Torontu, Princetonu a Columbii. Roku 1976 se stal profesorem hudby na Harvardově univerzitě.
Wolff se objevil v dokumentárním filmu Desert Fugue, v interview o Bachově Umění fugy.

## Knihy
- Bach: Essays on His Life and Music (Cambridge, 1991)
- Mozart's Requiem (Berkeley, 1994)
- The New Bach Reader (New York, 1998)
- Johann Sebastian Bach: The Learned Musician (New York, 2000), kniha se dostala do finále Pulitzerovy ceny v roce 2001; česky vyšla 2011
- Mozart at the Gateway to His Fortune (2013), získala cenu ASCAP-Deems Taylor Award

V roce 2006 mu byla udělena cena Royal Academy of Music/Kohn Foundation Bach Prize 